# ماتس هيلستروم
ماتس هيلستروم (بالسويدية: Mats Hellström)‏ هو دبلوماسي وسياسي سويدي، ولد في 12 يناير 1942 في ستوكهولم في السويد. حزبياً، نشط في حزب العمال الديمقراطي الاشتراكي السويدي. وقد انتخب عضو البرلمان السويدي ‏.